# USS Pike (SS-6)
USS Pike (SS-6) – amerykański okręt podwodny z początku XX wieku i okresu I wojny światowej, piąta zamówiona jednostka typu A. Została zwodowana 14 stycznia 1903 roku w stoczni Union Iron Works w San Francisco i przyjęta w skład US Navy 28 maja 1903 roku. W listopadzie 1911 roku nazwę okrętu zmieniono na oznaczenie literowo-numeryczne A-5. Okręt skreślono z listy floty 16 stycznia 1922 roku.

## Projekt i budowa
USS „Pike”, zaprojektowany przez inż. Johna Hollanda, stanowił rozwinięcie jego poprzedniego projektu Holland VI – pierwszego okrętu podwodnego zakupionego przez US Navy. Oprócz większych wymiarów i wyporności, na śródokręcie przeniesiono zbiorniki balastowe w celu poprawy manewrowości. „Pike”, podobnie jak wszystkie okręty typu A, był jednostką pół-eksperymentalną (m.in. testowano na nim różne rodzaje kiosków i peryskopy).
Okręt zbudowany został w stoczni Union Iron Works w San Francisco. Stępkę jednostki położono 10 grudnia 1900 roku, a zwodowana została 14 stycznia 1903 roku.

## Dane taktyczno–techniczne
„Pike” był małym okrętem podwodnym o konstrukcji jednokadłubowej. Długość całkowita wykonanej ze stali jednostki wynosiła 19,5 metra, szerokość 3,6 metra i zanurzenie 3,2 metra. Wyporność w położeniu nawodnym wynosiła 107 ton, a w zanurzeniu 123 tony. Okręt napędzany był na powierzchni przez 4-cylindrowy silnik benzynowy Otto o mocy 160 koni mechanicznych (KM). Napęd podwodny zapewniał silnik elektryczny prądu stałego o mocy 70 KM. Jednośrubowy układ napędowy pozwalał osiągnąć prędkość 8 węzłów na powierzchni i 7 węzłów w zanurzeniu. Zasięg wynosił 184 Mm przy prędkości 8 węzłów w położeniu nawodnym oraz 21 Mm przy prędkości 4 węzłów pod wodą. Energia elektryczna magazynowana była w akumulatorach kwasowo-ołowiowych o zmiennym napięciu od 70 do 160 V, które zapewniały 2 godziny podwodnego pływania przy pełnym obciążeniu. Dopuszczalna głębokość zanurzenia wynosiła 25 metrów.
Okręt wyposażony był w dziobową wyrzutnię torped kalibru 450 mm (18"), z łącznym zapasem pięciu torped. Załoga okrętu składała się jednego oficera oraz sześciu podoficerów i marynarzy.

## Przebieg służby
USS „Pike” (Submarine Torpedo Boat No. 6) został wcielony do służby w US Navy 28 maja 1903 roku. Pierwszym dowódcą jednostki został por. mar. Arthur MacArthur. Przez pierwsze lata służby okręt stacjonował w Mare Island Naval Shipyard, uczestnicząc w próbach i procesie szkolenia. 18 kwietnia 1906 roku załoga „Pike” uczestniczyła w likwidacji skutków trzęsienia ziemi w San Francisco. W okresie 28 listopada 1906 – 8 czerwca 1908 roku był wycofany z czynnej służby. Następnie przydzielono go do Flotylli Torpedowej we Flocie Pacyfiku. 17 listopada 1911 roku nazwę okrętu zmieniono na oznaczenie literowo-numeryczne A-5, a 26 czerwca 1912 roku jednostka trafiła do rezerwy w Puget Sound Naval Shipyard and Intermediate Maintenance Facility. 15 lutego 1915 roku A-5 wraz z A-3 na pokładzie węglowca USS „Hector” rozpoczął podróż na Filipiny, osiągając Olongapo 26 marca. 17 kwietnia okręt ponownie wszedł do służby we Flocie Azjatyckiej. Wkrótce po przystąpieniu USA I wojny światowej, 17 kwietnia 1917 roku A-5 zatonął w porcie Cavite z powodu przecieku w głównym zbiorniku balastowym. Okręt został podniesiony 19 kwietnia, a po remoncie powrócił do czynnej służby, patrolując wejście do Zatoki Manilskiej. 17 lipca 1920 roku okręt otrzymał numer identyfikacyjny SS-6.
25 lipca 1921 roku A-5 został wycofany ze służby i przeznaczony na okręt-cel. Z listy floty został skreślony 16 stycznia 1922 roku.